# Поль Марсель
Поль Марсе́ль (настоящее имя — Леопо́льд Се́ндерович Иоселе́вич; 24 февраля 1908, Марсель — 1973, Ленинград) — советский композитор-песенник, дирижёр. Автор музыки песни «Девушка из Нагасаки».

## Биография
Леопольд Сендерович Иоселевич (Леопольд-Поль Русаков-Иоселевич) родился в 1908 году в Марселе в еврейской семье, в 1905 году после волны еврейских погромов эмигрировавшей из Ростова через несколько стран во Францию. Его отец, Сендер Иоселевич (1875—1934), сочувствовал анархистам и принимал участие в революционном движении под партийными псевдонимами Ананьев и Александр Иванович Русаков (последний впоследствии стал его официальным именем), был секретарём Союза русских моряков в Марселе. В 1918 году семья Иоселевич-Русаковых была интернирована в Дюнкерке из-за участия главы семейства в забастовке портовых рабочих и в следующем году вместе с также интернированным В. Л. Кибальчичем выслана в Россию. В Петрограде он вскоре открыл усовершенствованную прачечную, основал два детских дома, а после свёртывания НЭПа работал красильщиком на гардинно-тюлевой фабрике имени Конкордии Самойловой. Семья жила на улице Желябова, № 19/8.
С 1924 года П. А. Русаков писал музыку к песням и драматическим спектаклям под псевдонимом Поль Марсель. Первой постановкой стал спектакль студентов III курса Государственного института и техникума сценических искусств (мастерская С. Э. Радлова) «Копилка» по пьесе Л. Лябина, с Борисом Чирковым и Николаем Черкасовым в главных ролях. В 1932 году Поль Русаков закончил Ленинградскую консерваторию по классу фортепиано и композиции. В том же году, после двух арестов отца, был вынужден покинуть Ленинград, работал музыкальным руководителем Театра Особой Краснознамённой Дальневосточной Армии в Хабаровске (1932—1934). Оставшаяся в Ленинграде семья находилась в бедственном положении: отец, из-за своих личных и родственных связей с В. Л. Кибальчичем, был уволен с работы и лишён права на хлебные карточки и внутренний паспорт.
Автор музыки к ряду эстрадных шлягеров, в том числе песне «Дружба» («Веселья час и боль разлуки…») на стихи Андрея Шмульяна (1934, первая грамзапись — 1937), входившей в репертуар Вадима Козина и Клавдии Шульженко. На грамзаписях, изданных после ареста композитора, автором музыки указывался Вадим Сидоров (до 1938 года он и Борис Бокру-Крупышев указывались как аранжировщики варианта песни в исполнении Вадима Козина). Среди других песен Поля Марселя — романс на стихи Сергея Есенина «Отговорила роща золотая», романсы на стихи Александра Блока («Гармоника»), Бориса Тимофеева («Я ненавижу вас!») и Бориса Пастернака («До свидания»), музыка к стихотворениям Михаила Светлова «Гренада», Николая Агнивцева («Винтик шпунтик»), Бориса Тимофеева («Те, кто платят») и Веры Инбер («Девушка из Нагасаки»), популярные танго «Блюстлинг», «Тайная любовь», «Танго-тампа», «Игра любви», «Танго» из кинофильма «Петер» (с Н. Бродским), «Танголита» из оперетты «Бал в Савойе» (с Н. Бродским), оратория «Стенька Разин» на слова Василия Каменского.
Арестован 2 июня 1937 года по обвинению в принадлежности к троцкистской организации. 20 ноября 1937 года осуждён на 10 лет исправительно-трудовых лагерей, отбывал срок в Вятлаге, где работал в образцовом Музыкально-драматическом театре ВятЛАГа НКВД. В это же время по обвинению в троцкизме были арестованы его мать Ольга Григорьевна, брат Жозеф (три года ИТЛ), сёстры Эстер и Анита (по пять лет ИТЛ). Мать и сестра Эстер погибли в лагере.
Во время работы в лагерном театре осуществил ряд постановок, среди которых инсценировка в 6-ти картинах с апофеозом «Василий Тёркин» (1943), программа «Марица» (1943, после этой постановки приказом начальника лагеря был назначен дирижёром), «Запорожец за Дунаем» (20 августа 1944), «Цыганский барон» (29 октября 1944); был художественным руководителем постановки спектакля «Свадьба в Малиновке» (7 ноября 1944), «Где-то в Москве» В. Масса и М. Червинского (27 августа 1945), «Травиата» (ноябрь 1945).
«За высокие производственные показатели» освобождён за 11 месяцев до окончания срока в январе 1947 года. Работал дирижёром в цирках Воронежа (1947—1949), Днепропетровска, Куйбышева, Иваново (1949—1956). После реабилитации в октябре 1956 года вернулся в Ленинград, где по ходатайству Дмитрия Шостаковича получил квартиру. Работал музыкальным руководителем и главным дирижёром Ленинградского цирка (1956—1963). В 1964—1970 годах — дирижёр ансамбля «Цирк на сцене» в Ленинграде.

## Семья
- Сестра — Эстер Александровна Русакова (Русакова-Шафрат, урождённая Иоселевич; 1909—1943), первая жена писателя Даниила Хармса, арестована в 1936 году по обвинению в троцкизме, погибла в лагере[23].
- Сестра — Блюма Александровна Иоселевич (Люба Русакова, Любовь Александровна; 1898—1984), с 1919 года жена революционера Виктора Кибальчича (Виктора Сержа), работала переводчицей в аппарате исполкома Коминтерна. Их сын — Владимир Викторович Кибальчич (Русаков, 1920—2005), мексиканский художник, известный как Vlady;[24] дочь — Жанин (Jeannine Kibalchich Roussakova, 1935—2012).
- Сестра — Женни (Евгения Александровна) Иоселевич-Русакова (Eugénie Jenny Roussakova), с 1921 года жена французского филолога, историка и переводчика Пьера Паскаля[11][25][26][27].
- Сестра — Анита Александровна Русакова (1906—1993), работала в редакции журнала «Огонёк» и личным секретарём В. Л. Кибальчича; арестовывалась дважды, в 1935 году была осуждена на 5 лет ИТЛ по обвинению в «техническом содействии троцкистам», затем срок заключения был продлён и она провела в заключении и ссылке 20 лет[28][29][30].
- Сын — Саша Поль-Марсель (Александр Поль-Марсельевич Русаков)[31][32][33].
- Гражданская жена (в заключении) — Галина Антоновна Адасинская (урождённая Эдельман, 1921—2009), внучка меньшевиков Марка Исаевича и Евы Львовны Бройдо; их дочь Ольга Павловна Адасинская (в замужестве Рывкина, 1945—1990) родилась в Вятлаге[34]. Сын Г. А. Адасинской — актёр и музыкант Антон Адасинский.

## «Девушка из Нагасаки»
Поль Марсель — автор музыки к песне на стихи Веры Инбер («Девушка из Нагасаки»):
Он юнга, родина его — Марсель,

Он обожает ссоры, брань и драки,

Он курит трубку, пьёт крепчайший эль

И любит девушку из Нагасаки.

У ней такая маленькая грудь,

На ней татуированные знаки…

Но вот уходит юнга в дальний путь,

Расставшись с девушкой из Нагасаки…

  

Приехал он. Спешит, едва дыша,

И узнаёт, что господин во фраке

Однажды вечером, наевшись гашиша,

Зарезал девушку из Нагасаки.
Текст написан в конце 1910-х или в начале 1920-x годов, впервые опубликован в 1922 году.
Песня быстро стала популярной. Её, первоначально относящуюся к жанру «городского романса», впоследствии стали причислять к «блатному фольклору», наряду с такими песнями на тему морской романтики как «В Кейптаунском порту», «На корабле матросы ходят хмуро», «В нашу гавань заходили корабли». Во второй половине XX века стала исполняться Владимиром Высоцким и другими. Многие из них сами изменяли авторский текст; так, девушка из романса, татуированная японка из публичного дома, превращалась в ирландку с зелёными глазами, танцующую джигу, а юнга становился капитаном. Но музыка Поля Марселя остаётся неизменной.

## Нотные издания
- Те, кто платят. Репертуар Даниила Оленина. Музыка Поля Марселя. Слова Бориса Тимофеева. Л., 1926.